# ドーリィ☆バラエティ
ドーリィ☆バラエティ HYPER ViSUADOLL MOVIE（ドーリィ・バラエティ ハイパー・ビジュアドール・ムービー）は、2008年10月2日から2009年3月26日まで、毎週木曜日にtvkで放送されていたバラエティ番組。全26話。略称は「ドル☆バラ」。
動画配信サイトのBIGLOBEストリームでバックナンバーを過去2回放送分配信していた。番組放送終了後は、全話を配信している。また、6月30日より「みつばちのカスタムドール世界展」という番組の配信が開始され、ドールを監修したみつばち@BabyBeeが初の顔出しで出演している。
ニコニコ動画内のニコニコチャンネル『ドーリィ☆バラエティ』でオープニングとドールドラマが視聴できる。
2009年5月4日からTOKYO MXでも放送された。ただし、放送時間は25分で一部のシーンがカットされていた。

## 概要
- 人気声優の森久保祥太郎、寺島拓篤、梶裕貴の3人がゲストと共に身体を張ってロケやトークを繰り広げる声優バラエティと、寿美菜子と豊崎愛生も加わり声を演じるドールドラマとホビーコーナーがあった。
- ナレーションは、声優バラエティを森久保祥太郎、寺島拓篤、梶裕貴が交代で行い、ホビーコーナーを寿美菜子と豊崎愛生が交代で行っていた。
- 第12回、第13回放送では、普段はドールの声としての出演している寿美菜子と豊崎愛生が顔出しでホビーコーナー（粘土細工）を行った。また、最終回の放送時にも顔出しで出演した。
- オープニングを歌うTRIBEは、森久保祥太郎、寺島拓篤、梶裕貴の3人の期間限定ユニットである。
- 第23回放送から森久保祥太郎の「Whenever I go」がエンディングテーマとして使用された。
- 松風雅也は、ゲストとして7度も出演しており、自称準レギュラー。
- 第24回放送で初めて声優以外のゲスト（神取忍）が登場した。

## キャスト

### メインキャスト
- 森久保祥太郎
- 寺島拓篤
- 梶裕貴
- 寿美菜子
- 豊崎愛生

### ゲスト
- 松風雅也（第3回、第4回、第5回、第15回、第17回、第24回、第25回）
- 日笠陽子（第6回、第7回、第8回）
- 井上和彦（第10回、第11回）
- 小清水亜美（第12回、第13回）
- 石塚運昇（第16回、第17回）
- 鈴木千尋（第19回、第20回）
- 岩田光央（第21回、第22回）
- 桑谷夏子（第23回、第24回、第25回）
- 神取忍（第24回、第25回）

## 声優バラエティ
声優3人が体を張ってロケや色々なことを体験するコーナー。ゲストと共に家電量販店や遊園地、海など身近な場所でロケをする。また、体力測定やウィンドサーフィン、ゴルフ、シルバーリング作りなどさまざまなことを体験する。

### 主なロケ地
- フィットネスクラブichigeki（第1回、第2回）
- 石丸電気（第3回、第4回、第5回）
- 富士急ハイランド（第6回、第7回、第8回）
- 逗子海岸（第10回、第11回）
- スロットカーズヨコハマ（第19回、第20回）
- 麻布十番（第21回、第22回）
- 越後湯沢（第23回、第24回、第25回）

## ドールドラマ

### 概要
ドールカスタム作家であるみつばち@BabyBeeが監修したドールが出演する。声は、メインキャストの5人が務める。ニコニコ動画内のニコニコチャンネル「ドーリィ☆バラエティ」で視聴が可能。

### 登場人物
一条悠斗（ユウト）
声：梶裕貴
1994年2月27日生まれ。うお座。血液型A型。神奈川県逗子市出身。身長169cm、体重55kg。趣味はゲーム。
藤井亮（リョウ）
声：寺島拓篤
1993年10月12日生まれ。天秤座。血液型AB型。広島県広島市出身。身長171cm、体重55kg。趣味はガンプラ。
小田剛士（タケシ）
声：森久保祥太郎
1992年9月10日生まれ。乙女座。血液型O型。東京都豊島区出身。身長179cm、体重75kg。趣味は料理。
小花萌黄（モエギ）
声：寿美菜子
1992年12月15日、いて座。血液型B型。東京都三鷹市出身。身長160cm、体重44kg。
葵木空（ソラ）
声：豊崎愛生
1993年4月4日生まれ。おひつじ座。血液型O型。北海道浦河町出身。身長163cm、体重48kg。趣味は「温泉めぐり」

### ストーリー
- 金星人襲来!シリーズ
  - 金星人襲来!（第1回）
  - また金星人襲来!（第4回）
  - またまた金星人襲来!（第11回）
- 軽音楽降霊部シリーズ
  - 軽音楽降霊部1（第2回）
  - 軽音楽降霊部2（第3回）
  - 軽音楽降霊部3（第5回）
  - 軽音楽降霊部4（第6回）
  - 軽音楽降霊部5（第8回）
- 代官山ベンジャミンシリーズ
  - 代官山ベンジャミン1（第7回）
  - 代官山ベンジャミン2（第10回）
  - 代官山ベンジャミン3（第17回）
  - 代官山ベンジャミン4（第19回）
- ハウスキーパー（第16回）
- 井戸の花嫁（第20回）
- バンパイア・エクトール『月と獣のワルツ』（第25回）
- バンパイア・エクトール『霧の森』（第26回）

## ホビーコーナー
ドールに関するさまざまなことをメインキャストのソラとモエギが紹介するコーナー。

### コーナー
- ドールの歴史（第1回）
- アゾンショップ訪問（第2回）
- ドールショウ23秋に潜入（第3回）
- ドールカスタム〜ドールアイ編〜（第4回）
- ドールカスタム〜ウィッグ編〜（第5回）
- ドールカスタム〜ウィッグカスタム編〜（第6回）
- イラストレーターのあけつん!さんのドール部屋に潜入（第7回）
- 人形劇場紹介編〜プーク人形劇場〜（第8回）
- 未公開ドール写真を紹介!!（第9回）
- ウインドサーフィン密着（第10回）
- ドールグッズ収納術〜あけつん!編〜（第11回）
- フェイク スウィーツ作り（第12回、13回）
- ユウト ヘアカットに挑戦!（第15回）
- ドールカスタム〜ドールメイク編〜（第17回）
- カスタムメイク応用編（第19回）
- ソフトビニール製品工場を見学（第21回）
- ドールってどんな構造?（第22回）
- 森久保祥太郎 PV撮影現場に潜入（第23回）
- ダメージジーンズ作り（第24回）
- ミシンの最新事情（第25回）
- 総集編・思い出ベスト1（第26回）

## 放映リスト
放映日時はtvkのもの。
| 回 | 年月日         | 声優バラエティ                        | ドールドラマ                              |
| -- | -------------- | ------------------------------------- | ----------------------------------------- |
| 1  | 2008年10月2日  | 体力測定でリーダーを決めろ!           | 金星人襲来!                               |
| 2  | 2008年10月9日  | 体を張ってリーダーを決めろ!           | 軽音楽降霊部1                             |
| 3  | 2008年10月16日 | 電気屋さんはアミューズメントパークだ! | 軽音楽降霊部2                             |
| 4  | 2008年10月23日 | 電気屋さんは愛                        | また金星人襲来!                           |
| 5  | 2008年10月30日 | ダイ○ンはダイ○ンだ!!                  | 軽音楽降霊部3                             |
| 6  | 2008年11月6日  | 絶叫マシンで大はしゃぎ!!              | 軽音楽降霊部4                             |
| 7  | 2008年11月13日 | 絶叫!!戦慄迷宮                        | 代官山ベンジャミン1                       |
| 8  | 2008年11月20日 | 絶叫したってええじゃないか            | 軽音楽降霊部5                             |
| 9  | 2008年11月27日 | ドール大撮影大会!!                    | -                                         |
| 10 | 2008年12月4日  | 丘サーファー海へ行く                  | 代官山ベンジャミン2                       |
| 11 | 2008年12月11日 | 海の上の王子たち!?                    | またまた金星人襲来!                       |
| 12 | 2008年12月18日 | イケメンシェフのおもてなし            | -                                         |
| 13 | 2008年12月25日 | メリークリスマス・イン・ドル☆バラ     | -                                         |
| 14 | 2009年1月1日   | ドル☆バラ総集編                       | -                                         |
| 15 | 2009年1月8日   | 声優ゴルフクラブ                      | -                                         |
| 16 | 2009年1月15日  | アニキのミラクルショット!!            | ハウスキーパー                            |
| 17 | 2009年1月22日  | フェアウェイでボクと握手!             | 代官山ベンジャミン3                       |
| 18 | 2009年1月29日  | 思い出のシルバーリング                | -                                         |
| 19 | 2009年2月5日   | 声優レーサーGO!!                      | 代官山ベンジャミン4                       |
| 20 | 2009年2月12日  | ドルバラマシン猛レース!!              | 井戸の花嫁                                |
| 21 | 2009年2月19日  | 麻布十番ぶらり旅                      | -                                         |
| 22 | 2009年2月26日  | 麻布十番ぶらり旅2                     | -                                         |
| 23 | 2009年3月5日   | 私をスノボに連れてって                | -                                         |
| 24 | 2009年3月12日  | 朝からドッキリ!!                      | -                                         |
| 25 | 2009年3月19日  | 声優・雪山・大運動会!!                | バンパイア・エクトール 『月と獣のワルツ』 |
| 26 | 2009年3月26日  | ドル☆バラ☆バイ!!                      | バンパイア・エクトール 『霧の森』         |

## スタッフ
- 企画：渡辺けんじ
- ドール制作・美術：スタジオ・ノーヴァ
- ドール制作：菅澤敬一、小池俊章
- ドール監修：みつばち@BabyBee
- 制作：K-max
- 製作：HYVIM Project
- 協力：株式会社バンダイコンテンツトラックス、NECビッグローブ株式会社

## ネット局と放送時間
| 放送地域 | 放送局名          | 放送日時（JST）                                      | 備考                  |
| -------- | ----------------- | ---------------------------------------------------- | --------------------- |
| 神奈川県 | テレビ神奈川      | 毎週木曜 23:00 - 23:30 2008年10月2日 - 2009年3月26日 |                       |
| 日本全国 | BIGLOBEストリーム | 毎週金曜 - 2009年3月26日                             | 過去2回分配信         |
| 日本全国 | BIGLOBEストリーム | 2009年3月27日 -                                      | 全26話配信            |
| 東京都   | TOKYO MX          | 2009年5月4日 -                                       | 不定期放送 25分間放送 |

## イベント
「ドル☆バラ生トーク 〜着替えはなしよ〜」
ホビーコーナーの監修をしたみつばち@BabyBeeの個展が6月22日から7月5日まで東京の青山GoFaギャラリーにて開催される。その期間中に「ドーリィ☆バラエティ」がトークショーとして1日だけ復活することとなった。
- 会場：青山GoFa
- 日時：2009年6月27日
- 出演：みつばち@BabyBee、森久保祥太郎、寺島拓篤、梶裕貴